# Spolno nasilje med okupacijo Japonske
Spolno nasilje med okupacijo Japonske so bila vojna posilstva, storjena v času zavezniške vojaške okupacije Japonske. Zavezniške enote so med bitko za Okinavo v zadnjih mesecih pacifiške vojne in poznejšo okupacijo Japonske storile številna množična posilstva. Zavezniki so Japonsko nadzorovali pod okupacijo vse do leta 1952 po koncu druge svetovne vojne, Okinava pa je ostala pod upravo ZDA še dve desetletji. Ocene o številu primerov spolnega nasilja s strani zavezniškega okupacijskega osebja se precej razlikujejo.   